# Doryopteris kitchingii
Doryopteris kitchingii là một loài thực vật có mạch trong họ Adiantaceae. Loài này được (Baker) Bonap. miêu tả khoa học đầu tiên năm 1913.